# Yamaguchi Yuki
Yuki Yamaguchi (sinh ngày 12 tháng 12 năm 1988) là một cầu thủ bóng đá người Nhật Bản.

## Sự nghiệp câu lạc bộ
Yuki Yamaguchi đã từng chơi cho Fukushima United FC.